# Sambonet Paderno Industrie
Sambonet Paderno Industrie ist ein italienisches Unternehmen mit Sitz in Casalino in der Provinz Novara (Piemont), das Besteck, Geschirr, Kochgeschirr und sonstiges Zubehör für die Küche herstellt.
Das Unternehmen ist aus dem Zusammenschluss von Sambonet, gegründet 1856 in Vercelli, und der Paderno-Gruppe aus Mailand hervorgegangen. Im Jahr 2009 erwarb das Unternehmen die deutsche Marke Rosenthal, 2013 die Marke Arzberg und 2015 die französischen Marken Raynaud, Limoges und Ercuis. Sambonet Paderno Industrie wird kontrolliert von den Familien der Brüder Pierluigi und Franco Coppo über die Holdinggesellschaft Arcturus Group.

## Die Marken
Auswahl, in alphabetischer Reihenfolge:
- Arthur Krupp
- Ercuis
- Hutschenreuther
- Limoges
- Paderno
- Raynaud
- Rosenthal
- Thomas